# 居銮篮球总会
居銮篮球总会（英語：Kluang Basketball Association），简称蓝总，是马来西亚柔佛州居銮市的一个篮球组织。现任会长为叶庆南。曾举办多项赛事，著名赛事包括为纪念前任会长陈诗圣而举办的“陈诗圣杯”。

## 理事
- 会长：叶庆南
- 署理会长：洪望谅
- 副会长：周德隆、林吉泉、陈燕欣、刘金泰、廖伟强、林新海、刘金发、林天养、苏文勇
- 秘书：辜天锡
- 署理：黄晨曦
- 副署理：叶添顺
- 财政：陈永裕
- 副财政：徐春土
- 查账：陈杰兴

## 著名球赛

### 2014年
- 第9届龙城集团暨陶业集团杯男女篮球锦标赛

### 2015年
- 第一届陈诗圣杯[3]
- 第10届龙城集团暨陶业集团杯男女篮球锦标赛

### 2016年
- 第8届周观汉杯20岁及以下青年男女篮球锦标赛
- 第二届陈诗圣杯[4]
- 第11届龙城集团暨陶业集团杯男女篮球锦标赛
- 第2届GTC集团暨好合塑胶制模有限公司青少年杯篮球锦标赛

### 2017年
- 第三届柔佛州17岁及以下男女篮球县际锦标赛陈诗圣杯
- 第三届陈诗圣杯[5]
- 第12届龙城集团暨陶业集团杯男女篮球锦标赛
- 第3届GTC集团暨第13届好合塑胶制模有限公司杯青少年男女篮球锦标赛

### 2018年
- 第四届陈诗圣杯[6]
- 第10届周观汉杯U20青年男女篮球锦标赛
- 第13届龙城集团暨陶业集团杯男女篮球锦标赛
- 第1届林建筑工程有限公司暨第14届好合塑胶制模有限公司杯青少年男女篮球锦标赛

### 2019年
- 第13届诚兴有机食品有限公司杯17岁及以下少年男女篮球锦标赛
- 第5届陈诗圣杯U17全柔赛[7]
- 第11届周观汉杯20岁及以下青少年男女篮球锦标赛[8]
- 第五届陈诗圣杯[9]
- 第14届龙城集团暨陶业集团杯男女篮球锦标赛
- 第2届林建筑工程有限公司暨第15届好合塑胶制模有限公司杯青少年男女篮球锦标赛
- 全柔U14男女篮球锦标赛

### 2020年
- 第14届诚兴有机食品有限公司杯17岁及以下少年男女篮球锦标赛

### 2022年
- 第15届龙城集团暨陶业集团杯男女篮球锦标赛
- 第一届COW COW YOGURT杯暨腾飞补习中心杯男女篮球锦标赛[10]
- 第3届林建筑工程有限公司暨第16届好合塑胶制模有限公司青少年男女篮球锦标赛[11]
- 居銮青少年男女篮球3人赛[12]

### 2023年
- 第13届周观汉纪念杯U20及以下青年男女青年篮球赛[13]
- 第六届陈诗圣杯[14]
- 第16届诚兴有机食品有限公司17岁及以下少年男女篮球锦标赛[15]
- 第6届林建筑工程有限公司暨第19届好合塑胶制模有限公司杯青少年男女篮球锦标赛[16]
- 第四届Mr Banana杯居銮县11岁以下男女篮球赛[16]